# Polinomi di Bell
Nella matematica combinatoria, i polinomi di Bell, in onore del matematico scozzese Eric Temple Bell, sono una famiglia di polinomi utilizzati nello studio delle partizioni di un insieme. Sono connessi ai numeri di Stirling e di Bell, e compaiono in numerose applicazioni, come ad esempio nella formula di Faà di Bruno.

## Definizione

### Polinomi di Bell esponenziali
I polinomi esponenziali parziali o incompleti sono una famiglia di polinomi definiti da
{\displaystyle B_{n,k}(x_{1},x_{2},\dots ,x_{n-k+1})=\sum {n! \over j_{1}!j_{2}!\cdots j_{n-k+1}!}\left({x_{1} \over 1!}\right)^{j_{1}}\left({x_{2} \over 2!}\right)^{j_{2}}\cdots \left({x_{n-k+1} \over (n-k+1)!}\right)^{j_{n-k+1}},}
dove la somma è su tutte le sequenze {\displaystyle j_{1}}, {\displaystyle j_{2}}, {\displaystyle j_{3}}, {\displaystyle \dots }, {\displaystyle j_{n-k+1}} di interi non negativi tali che le seguenti due condizioni siano soddisfatte:
{\displaystyle j_{1}+j_{2}+\cdots +j_{n-k+1}=k,}
{\displaystyle j_{1}+2j_{2}+3j_{3}+\cdots +(n-k+1)j_{n-k+1}=n.}
La somma al variare di {\displaystyle k} dei polinomi incompleti
{\displaystyle B_{n}(x_{1},\dots ,x_{n})=\sum _{k=1}^{n}B_{n,k}(x_{1},x_{2},\dots ,x_{n-k+1})}
è chiamata l'n-esimo polinomio di Bell esponenziale completo.

### Polinomi di Bell ordinari
I polinomi di Bell ordinari sono invece definiti come
{\displaystyle {\hat {B}}_{n,k}(x_{1},x_{2},\ldots ,x_{n-k+1})=\sum {\frac {k!}{j_{1}!j_{2}!\cdots j_{n-k+1}!}}x_{1}^{j_{1}}x_{2}^{j_{2}}\cdots x_{n-k+1}^{j_{n-k+1}},}
dove la somma è su tutte le sequenze {\displaystyle j_{1}}, {\displaystyle j_{2}}, {\displaystyle j_{3}}, {\displaystyle \dots }, {\displaystyle j_{n-k+1}} di interi non negativi tali che
{\displaystyle j_{1}+j_{2}+\cdots +j_{n-k+1}=k,}
{\displaystyle j_{1}+2j_{2}+\cdots +(n-k+1)j_{n-k+1}=n.}
I polinomi di Bell ordinari si possono esprimere in funzione di quelli esponenziali come:
{\displaystyle {\hat {B}}_{n,k}(x_{1},x_{2},\ldots ,x_{n-k+1})={\frac {k!}{n!}}B_{n,k}(1!\cdot x_{1},2!\cdot x_{2},\ldots ,(n-k+1)!\cdot x_{n-k+1}).}
In generale, con il termine generico polinomi di Bell ci si riferisce alla versione esponenziale, a meno che non venga specificato esplicitamente.

## Significato combinatorio
I polinomi di Bell esponenziali sono collegati ai vari modi in cui un insieme può essere partizionato. Per esempio, se si considera un insieme {\displaystyle \{A,B,C\}}, può essere diviso in due insiemi disgiunti e non vuoti, quest'ultimi chiamati anche blocchi, in tre diversi modi:
{\displaystyle \left\{\{A\},\{B,C\}\right\}}
{\displaystyle \left\{\{B\},\{A,C\}\right\}}
{\displaystyle \left\{\{C\},\{B,A\}\right\}}
Questa informazione è codificata all'interno del seguente polinomio di Bell
{\displaystyle B_{3,2}(x_{1},x_{2})=3x_{1}x_{2}.}
Qui il pedice di {\displaystyle B_{3,2}} indica che stiamo considerando le partizioni di 3 elementi in 2 blocchi, mentre il termine {\displaystyle x_{i}^{j}} indica la presenza di {\displaystyle j} blocchi composti da {\displaystyle i} elementi all'interno di una partizione. Nel caso precedente, {\displaystyle x_{2}} indica la presenza di un solo blocco con due elementi. In modo simile, {\displaystyle x_{1}} mostra la presenza di un unico blocco con un singolo elemento. Il coefficiente del monomio mostra il numero di queste partizioni. Nell'esempio considerato esistono 3 partizioni di un insieme con tre elementi in due blocchi, dove in ogni partizione gli elementi sono divisi in due blocchi di grandezza 1 e 2.
Dato che un insieme può essere diviso in un unico blocco in un solo modo possibile, l'interpretazione precedente implica che {\displaystyle B_{n,1}=x_{n}}. In modo simile, poiché esiste un unico modo in cui un insieme di n elementi può essere partizionato in n singoletti, allora {\displaystyle B_{n,n}=x_{1}^{n}}.
Un caso più complicato è il seguente
{\displaystyle B_{6,2}(x_{1},x_{2},x_{3},x_{4},x_{5})=6x_{5}x_{1}+15x_{4}x_{2}+10x_{3}^{2}.}
Da questo polinomio si può inferire che se un insieme di 6 elementi viene diviso in 2 blocchi, allora si possono avere 6 partizioni con blocchi di dimensione 1 e 5, 15 partizioni con blocchi di 4 e 2 elementi, e 10 partizioni con due blocchi di grandezza 3.
La somma dei pedici in un monomio è uguale al numero totale di elementi dell'insieme. Perciò, il numero di monomi che appaiono nel polinomio di Bell parziale è uguale al numero di modi in cui un intero {\displaystyle n} può essere espresso come somma di {\displaystyle k} interi positivi, cioè la partizione dell'intero {\displaystyle n} in {\displaystyle k} parti. Negli esempi precedenti, il numero 3 può essere partizionato in due parti solo come 2+1, perciò {\displaystyle B_{3,2}} è composto da un unico monomio. Al contrario, il numero 6 può essere scritto come 5+1, 4+2 e 3+3, quindi in {\displaystyle B_{6,2}} i monomi sono 3. Il numero totale di monomi che appaiono in un polinomio di Bell completo {\displaystyle B_{n}} è quindi uguale al numero totale di partizioni intere di {\displaystyle n}.
Inoltre il grado di ogni monomio, che è la somma degli esponenti di ciascuna variabile nel monomio, è uguale al numero di blocchi in cui l'insieme è diviso. In altre parole, {\displaystyle j_{1}+j_{2}+\dots =k}. Di conseguenza, dato un polinomio di Bell completo {\displaystyle B_{n}}, si possono separare i vari polinomi parziali {\displaystyle B_{n,k}} raggruppando tutti i monomi di grado {\displaystyle k}.
Infine, la somma dei coefficienti del polinomio di Bell parziale {\displaystyle B_{n,k}} darà il numero di partizioni di un insieme di {\displaystyle n} elementi in {\displaystyle k} blocchi, che è la definizione del numero di Stirling di seconda specie {\displaystyle S(n,k)}. Inoltre, la somma di tutti i coefficienti del corrispondente polinomio di Bell completo darà il numero totale di partizioni possibili dell'insieme di {\displaystyle n} elementi, e quindi sarà il relativo numero di Bell.

### Esempi
Per esempio, si ha
{\displaystyle B_{6,2}(x_{1},x_{2},x_{3},x_{4},x_{5})=6x_{5}x_{1}+15x_{4}x_{2}+10x_{3}^{2}}
perché i modi di partizionare un insieme di 6 elementi in 2 blocchi sono
6 modi con {\displaystyle 5+1},
15 modi con {\displaystyle 4+2}, e
10 modi con {\displaystyle 3+3}.
Similmente,
{\displaystyle B_{6,3}(x_{1},x_{2},x_{3},x_{4})=15x_{4}x_{1}^{2}+60x_{3}x_{2}x_{1}+15x_{2}^{3}}
perché i modi di partizionare un insieme di 6 elementi in 3 blocchi sono
15 modi con {\displaystyle 4+1+1},
60 modi con {\displaystyle 3+2+1}, e
15 modi con {\displaystyle 2+2+2}.

## Proprietà

### Funzione generatrice
I polinomi di Bell parziali possono essere definiti tramite l'espansione della funzione generatrice in una doppia serie:
{\displaystyle {\begin{aligned}\Phi (t,u)&=\exp \left(u\sum _{j=1}^{\infty }x_{j}{\frac {t^{j}}{j!}}\right)=\sum _{n\geq k\geq 0}B_{n,k}(x_{1},\ldots ,x_{n-k+1}){\frac {t^{n}}{n!}}u^{k}\\&=1+\sum _{n=1}^{\infty }{\frac {t^{n}}{n!}}\sum _{k=1}^{n}u^{k}B_{n,k}(x_{1},\ldots ,x_{n-k+1}).\end{aligned}}}
In modo equivalente, è l'espansione in serie della k-esima potenza:
{\displaystyle {\frac {1}{k!}}\left(\sum _{j=1}^{\infty }x_{j}{\frac {t^{j}}{j!}}\right)^{k}=\sum _{n=k}^{\infty }B_{n,k}(x_{1},\ldots ,x_{n-k+1}){\frac {t^{n}}{n!}},\qquad k=0,1,2,\ldots }
I polinomio di Bell completi sono definiti come {\displaystyle \Phi (t,1)}, o in altre parole:
{\displaystyle \Phi (t,1)=\exp \left(\sum _{j=1}^{\infty }x_{j}{\frac {t^{j}}{j!}}\right)=\sum _{n=0}^{\infty }B_{n}(x_{1},\ldots ,x_{n}){\frac {t^{n}}{n!}}.}
Perciò, l'n-esimo polinomio completo è dato da
{\displaystyle B_{n}(x_{1},\ldots ,x_{n})=\left.\left({\frac {\partial }{\partial t}}\right)^{n}\exp \left(\sum _{j=1}^{n}x_{j}{\frac {t^{j}}{j!}}\right)\right|_{t=0}.}
Similmente, i polinomi di Bell ordinari corrispondono alla funzione generatrice
{\displaystyle {\hat {\Phi }}(t,u)=\exp \left(u\sum _{j=1}^{\infty }x_{j}t^{j}\right)=\sum _{n\geq k\geq 0}{\hat {B}}_{n,k}(x_{1},\ldots ,x_{n-k+1})t^{n}{\frac {u^{k}}{k!}}.}
O, equivalentemente, dall'espansione in serie della k-esima potenza:
{\displaystyle \left(\sum _{j=1}^{\infty }x_{j}t^{j}\right)^{k}=\sum _{n=k}^{\infty }{\hat {B}}_{n,k}(x_{1},\ldots ,x_{n-k+1})t^{n}.}
I polinomi di Bell sono fondamentali per calcolare potenze, logaritmi, esponenziali e composizioni di funzioni generatrici.

### Relazioni di ricorrenza
I polinomi di Bell completi si possono definire ricorsivamente come
{\displaystyle B_{n+1}(x_{1},\ldots ,x_{n+1})=\sum _{i=0}^{n}{n \choose i}B_{n-i}(x_{1},\ldots ,x_{n-i})x_{i+1}}
con il valore iniziale {\displaystyle B_{0}=1}.
I polinomi parziali invece si possono calcolare in modo efficiente dalla seguente relazione di ricorrenza:
{\displaystyle B_{n,k}=\sum _{i=1}^{n-k+1}{\binom {n-1}{i-1}}x_{i}B_{n-i,k-1},}
where
{\displaystyle B_{0,0}=1;}
{\displaystyle B_{n,0}=0{\text{ per }}n\geq 1;}
{\displaystyle B_{0,k}=0{\text{ per }}k\geq 1.}
I polinomi completi inoltre soddisfano la ricorrenza differenziale:
{\displaystyle {\begin{aligned}B_{n}(x_{1},\ldots ,x_{n})={\frac {1}{n-1}}\left[\sum _{i=2}^{n}\right.&\sum _{j=1}^{i-1}(i-1){\binom {i-2}{j-1}}x_{j}x_{i-j}{\frac {\partial B_{n-1}(x_{1},\dots ,x_{n-1})}{\partial x_{i-1}}}\\[5pt]&\left.{}+\sum _{i=2}^{n}\sum _{j=1}^{i-1}{\frac {x_{i+1}}{\binom {i}{j}}}{\frac {\partial ^{2}B_{n-1}(x_{1},\dots ,x_{n-1})}{\partial x_{j}\partial x_{i-j}}}\right.\\[5pt]&\left.{}+\sum _{i=2}^{n}x_{i}{\frac {\partial B_{n-1}(x_{1},\dots ,x_{n-1})}{\partial x_{i-1}}}\right].\end{aligned}}}

### Derivate
Le derivate parziali dei polinomi di Bell completi sono date da
{\displaystyle {\frac {\partial B_{n}}{\partial x_{i}}}(x_{1},\ldots ,x_{n})={\binom {n}{i}}B_{n-i}(x_{1},\ldots ,x_{n-i}).}
In modo simile, le derivate parziali dei polinomi di Bell incompleti sono
{\displaystyle {\frac {\partial B_{n,k}}{\partial x_{i}}}(x_{1},\ldots ,x_{n-k+1})={\binom {n}{i}}B_{n-i,k-1}(x_{1},\ldots ,x_{n-i-k+2}).}
Se gli argomenti dei polinomi di Bell sono funzioni unidimensionali, si può usare la regola della catena per ottenere
{\displaystyle {\frac {d}{dx}}\left(B_{n,k}(a_{1}(x),\cdots ,a_{n-k+1}(x))\right)=\sum _{i=1}^{n-k+1}{\binom {n}{i}}a_{i}'(x)B_{n-i,k-1}(a_{1}(x),\cdots ,a_{n-i-k+2}(x)).}

### Determinanti
Si possono esprimere i polinomi di Bell completi come dei determinanti nei due seguenti modi:
{\displaystyle B_{n}(x_{1},\dots ,x_{n})=\det {\begin{bmatrix}x_{1}&{n-1 \choose 1}x_{2}&{n-1 \choose 2}x_{3}&{n-1 \choose 3}x_{4}&\cdots &\cdots &x_{n}\\\\-1&x_{1}&{n-2 \choose 1}x_{2}&{n-2 \choose 2}x_{3}&\cdots &\cdots &x_{n-1}\\\\0&-1&x_{1}&{n-3 \choose 1}x_{2}&\cdots &\cdots &x_{n-2}\\\\0&0&-1&x_{1}&\cdots &\cdots &x_{n-3}\\\\0&0&0&-1&\cdots &\cdots &x_{n-4}\\\\\vdots &\vdots &\vdots &\vdots &\ddots &\ddots &\vdots \\\\0&0&0&0&\cdots &-1&x_{1}\end{bmatrix}}}
e
{\displaystyle B_{n}(x_{1},\dots ,x_{n})=\det {\begin{bmatrix}{\frac {x_{1}}{0!}}&{\frac {x_{2}}{1!}}&{\frac {x_{3}}{2!}}&{\frac {x_{4}}{3!}}&\cdots &\cdots &{\frac {x_{n}}{(n-1)!}}\\\\-1&{\frac {x_{1}}{0!}}&{\frac {x_{2}}{1!}}&{\frac {x_{3}}{2!}}&\cdots &\cdots &{\frac {x_{n-1}}{(n-2)!}}\\\\0&-2&{\frac {x_{1}}{0!}}&{\frac {x_{2}}{1!}}&\cdots &\cdots &{\frac {x_{n-2}}{(n-3)!}}\\\\0&0&-3&{\frac {x_{1}}{0!}}&\cdots &\cdots &{\frac {x_{n-3}}{(n-4)!}}\\\\0&0&0&-4&\cdots &\cdots &{\frac {x_{n-4}}{(n-5)!}}\\\\\vdots &\vdots &\vdots &\vdots &\ddots &\ddots &\vdots \\\\0&0&0&0&\cdots &-(n-1)&{\frac {x_{1}}{0!}}\end{bmatrix}}.}

### Legame con i numeri di Stirling e di Bell
Il valore del polinomio di Bell incompleto {\displaystyle B_{n,k}(x_{1},x_{2},\ldots )} calcolato sulla sequenza dei fattoriali è uguale a un numero di Stirling di prima specie senza segno:
{\displaystyle B_{n,k}(0!,1!,\dots ,(n-k)!)=c(n,k)=|s(n,k)|=\left[{n \atop k}\right].}
La somma di questi numeri da il valore del polinomio di Bell completo sulla sequenza dei fattoriali:
{\displaystyle B_{n}(0!,1!,\dots ,(n-1)!)=\sum _{k=1}^{n}B_{n,k}(0!,1!,\dots ,(n-k)!)=\sum _{k=1}^{n}\left[{n \atop k}\right]=n!.}
Il valore del polinomio {\displaystyle B_{n,k}(x_{1},x_{2},\ldots )} calcolato su una sequenza di 1 è uguale a un numero di Stirling di seconda specie:
{\displaystyle B_{n,k}(1,1,\dots ,1)=S(n,k)=\left\{{n \atop k}\right\}.}
La somma di questi numeri da il valore del polinomio di Bell completo sulla n-upla di 1:
{\displaystyle B_{n}(1,1,\dots ,1)=\sum _{k=1}^{n}B_{n,k}(1,1,\dots ,1)=\sum _{k=1}^{n}\left\{{n \atop k}\right\},}
che è l'n-esimo numero di Bell.

### Relazioni inverse
Se si definisce
{\displaystyle y_{n}=\sum _{k=1}^{n}B_{n,k}(x_{1},\ldots ,x_{n-k+1}),}
allora si ha la relazione inversa
{\displaystyle x_{n}=\sum _{k=1}^{n}(-1)^{k-1}(k-1)!B_{n,k}(y_{1},\ldots ,y_{n-k+1}).}

### Polinomi di Touchard
Il polinomio di Touchard {\displaystyle T_{n}(x)=\sum _{k=0}^{n}\left\{{n \atop k}\right\}\cdot x^{k}} può essere espresso come un polinomio di Bell completo con tutte le variabili uguali a {\displaystyle x}:
{\displaystyle T_{n}(x)=B_{n}(x,x,\dots ,x).}

### Identità di convoluzione
Per le successioni {\displaystyle x_{n}} e {\displaystyle y_{n}} viene definita una convoluzione tramite:
{\displaystyle (x{\mathbin {\diamondsuit }}y)_{n}=\sum _{j=1}^{n-1}{n \choose j}x_{j}y_{n-j}.}
Da notare che i limiti della sommatoria sono {\displaystyle 1} e {\displaystyle n-1} .
Sia {\displaystyle x_{n}^{k\diamondsuit }} l'n-esimo termine della successione
{\displaystyle \displaystyle \underbrace {x{\mathbin {\diamondsuit }}\cdots {\mathbin {\diamondsuit }}x} _{k{\text{ factors}}}.\,}
Allora
{\displaystyle B_{n,k}(x_{1},\dots ,x_{n-k+1})={x_{n}^{k\diamondsuit } \over k!}.\,}
Per esempio, per quanto riguarda {\displaystyle B_{4,3}(x_{1},x_{2})}, si ha
{\displaystyle x=(x_{1}\ ,\ x_{2}\ ,\ x_{3}\ ,\ x_{4}\ ,\dots )}
{\displaystyle x{\mathbin {\diamondsuit }}x=(0,\ 2x_{1}^{2}\ ,\ 6x_{1}x_{2}\ ,\ 8x_{1}x_{3}+6x_{2}^{2}\ ,\dots )}
{\displaystyle x{\mathbin {\diamondsuit }}x{\mathbin {\diamondsuit }}x=(0\ ,\ 0\ ,\ 6x_{1}^{3}\ ,\ 36x_{1}^{2}x_{2}\ ,\dots )}
e quindi,
{\displaystyle B_{4,3}(x_{1},x_{2})={\frac {(x{\mathbin {\diamondsuit }}x{\mathbin {\diamondsuit }}x)_{4}}{3!}}=6x_{1}^{2}x_{2}.}

## Altre identità
- {\displaystyle B_{n,k}(1!,2!,\ldots ,(n-k+1)!)={\binom {n-1}{k-1}}{\frac {n!}{k!}}=L(n,k)} che è il numero di Lah.
- {\displaystyle B_{n,k}(1,2,3,\ldots ,n-k+1)={\binom {n}{k}}k^{n-k}}, che è collegato al numero di funzioni idempotenti di un insieme di {\displaystyle n} elementi.
- {\displaystyle B_{n,k}(-x_{1},x_{2},-x_{3},\ldots ,(-1)^{n-k}x_{n-k+1})=(-1)^{n}B_{n,k}(x_{1},x_{2},x_{3},\ldots ,x_{n-k+1})} and {\displaystyle B_{n}(-x_{1},x_{2},-x_{3},\ldots ,(-1)^{n-1}x_{n})=(-1)^{n}B_{n}(x_{1},x_{2},x_{3},\ldots ,x_{n})}.
- I polinomi di Bell completi soddisfano una relazione di tipo binomiale:
{\displaystyle B_{n}(x_{1}+y_{1},\ldots ,x_{n}+y_{n})=\sum _{i=0}^{n}{n \choose i}B_{n-i}(x_{1},\ldots ,x_{n-i})B_{i}(y_{1},\ldots ,y_{i}),}
- {\displaystyle B_{n,k}{\Bigl (}{\frac {x_{q+1}}{\binom {q+1}{q}}},{\frac {x_{q+2}}{\binom {q+2}{q}}},\ldots {\Bigr )}={\frac {n!(q!)^{k}}{(n+qk)!}}B_{n+qk,k}(\ldots ,0,0,x_{q+1},x_{q+2},\ldots ).}
- Quando {\displaystyle 1\leq a<n},

{\displaystyle B_{n,n-a}(x_{1},\ldots ,x_{a+1})=\sum _{j=a+1}^{2a}{\frac {j!}{a!}}{\binom {n}{j}}(x_{1})^{n-j}B_{a,j-a}{\Bigl (}{\frac {x_{2}}{2}},{\frac {x_{3}}{3}},\ldots ,{\frac {x_{2(a+1)-j}}{2(a+1)-j}}{\Bigr )}.}
- Casi particolari di polinomi di Bell parziali:

{\displaystyle {\begin{aligned}B_{n,1}(x_{1},\ldots ,x_{n})={}&x_{n}\\[8pt]B_{n,2}(x_{1},\ldots ,x_{n-1})={}&{\frac {1}{2}}\sum _{k=1}^{n-1}{\binom {n}{k}}x_{k}x_{n-k}\\[8pt]B_{n,n}(x_{1})={}&(x_{1})^{n}\\[8pt]B_{n,n-1}(x_{1},x_{2})={}&{\binom {n}{2}}(x_{1})^{n-2}x_{2}\\[8pt]B_{n,n-2}(x_{1},x_{2},x_{3})={}&{\binom {n}{3}}(x_{1})^{n-3}x_{3}+3{\binom {n}{4}}(x_{1})^{n-4}(x_{2})^{2}\\[8pt]B_{n,n-3}(x_{1},x_{2},x_{3},x_{4})={}&{\binom {n}{4}}(x_{1})^{n-4}x_{4}+10{\binom {n}{5}}(x_{1})^{n-5}x_{2}x_{3}+15{\binom {n}{6}}(x_{1})^{n-6}(x_{2})^{3}\\[8pt]B_{n,n-4}(x_{1},x_{2},x_{3},x_{4},x_{5})={}&{\binom {n}{5}}(x_{1})^{n-5}x_{5}+5{\binom {n}{6}}(x_{1})^{n-6}{\bigl [}3x_{2}x_{4}+2(x_{3})^{2}{\bigr ]}+105{\binom {n}{7}}(x_{1})^{n-7}(x_{2})^{2}x_{3}\\{}&{}+105{\binom {n}{8}}(x_{1})^{n-8}(x_{2})^{4}.\end{aligned}}}

## Polinomi completi di grado più basso
I primi polinomi di Bell completi sono:
{\displaystyle {\begin{aligned}B_{0}={}&1,\\[8pt]B_{1}(x_{1})={}&x_{1},\\[8pt]B_{2}(x_{1},x_{2})={}&x_{1}^{2}+x_{2},\\[8pt]B_{3}(x_{1},x_{2},x_{3})={}&x_{1}^{3}+3x_{1}x_{2}+x_{3},\\[8pt]B_{4}(x_{1},x_{2},x_{3},x_{4})={}&x_{1}^{4}+6x_{1}^{2}x_{2}+4x_{1}x_{3}+3x_{2}^{2}+x_{4},\\[8pt]B_{5}(x_{1},x_{2},x_{3},x_{4},x_{5})={}&x_{1}^{5}+10x_{2}x_{1}^{3}+15x_{2}^{2}x_{1}+10x_{3}x_{1}^{2}+10x_{3}x_{2}+5x_{4}x_{1}+x_{5}\\[8pt]B_{6}(x_{1},x_{2},x_{3},x_{4},x_{5},x_{6})={}&x_{1}^{6}+15x_{2}x_{1}^{4}+20x_{3}x_{1}^{3}+45x_{2}^{2}x_{1}^{2}+15x_{2}^{3}+60x_{3}x_{2}x_{1}\\&{}+15x_{4}x_{1}^{2}+10x_{3}^{2}+15x_{4}x_{2}+6x_{5}x_{1}+x_{6},\\[8pt]B_{7}(x_{1},x_{2},x_{3},x_{4},x_{5},x_{6},x_{7})={}&x_{1}^{7}+21x_{1}^{5}x_{2}+35x_{1}^{4}x_{3}+105x_{1}^{3}x_{2}^{2}+35x_{1}^{3}x_{4}\\&{}+210x_{1}^{2}x_{2}x_{3}+105x_{1}x_{2}^{3}+21x_{1}^{2}x_{5}+105x_{1}x_{2}x_{4}\\&{}+70x_{1}x_{3}^{2}+105x_{2}^{2}x_{3}+7x_{1}x_{6}+21x_{2}x_{5}+35x_{3}x_{4}+x_{7}.\end{aligned}}}

## Applicazioni

### Formula di Faà di Bruno
La formula di Faà di Bruno può essere espressa in termini dei polinomi di Bell nel modo seguente:
{\displaystyle {d^{n} \over dx^{n}}f(g(x))=\sum _{k=1}^{n}f^{(k)}(g(x))B_{n,k}\left(g'(x),g''(x),\dots ,g^{(n-k+1)}(x)\right).}
La versione con le serie di potenze afferma che se
{\displaystyle f(x)=\sum _{n=1}^{\infty }{a_{n} \over n!}x^{n}\qquad {\text{e}}\qquad g(x)=\sum _{n=1}^{\infty }{b_{n} \over n!}x^{n}}
allora
{\displaystyle g(f(x))=\sum _{n=1}^{\infty }{\frac {\sum _{k=1}^{n}b_{k}B_{n,k}(a_{1},\dots ,a_{n-k+1})}{n!}}x^{n}.}
Un caso particolare è l'esponenziale di una serie formale di potenze:
{\displaystyle \exp \left(\sum _{i=1}^{\infty }{a_{i} \over i!}x^{i}\right)=\sum _{n=0}^{\infty }{B_{n}(a_{1},\dots ,a_{n}) \over n!}x^{n},}
che rappresenta anche la funzione generatrice esponenziale dei polinomi di Bell completi calcolata su una sequenza fissata di valori {\displaystyle \{a_{1},a_{2},\dots \}}.

### Reversione della serie
Siano due funzioni {\displaystyle f} e {\displaystyle g} espresse in serie formali di potenze come
{\displaystyle f(w)=\sum _{k=0}^{\infty }f_{k}{\frac {w^{k}}{k!}},\qquad {\text{e}}\qquad g(z)=\sum _{k=0}^{\infty }g_{k}{\frac {z^{k}}{k!}},}
tale che {\displaystyle g} è l'inversa di {\displaystyle f}, definita da {\displaystyle g(f(w))=w} oppure {\displaystyle f(g(z))=z}. Se {\displaystyle f_{0}=0} e {\displaystyle f_{1}\neq 0}, allora esiste una forma esplicita dei coefficienti dell'inversa in termini dei polinomi di Bell:
{\displaystyle g_{n}={\frac {1}{f_{1}^{n}}}\sum _{k=1}^{n-1}(-1)^{k}n^{\bar {k}}B_{n-1,k}({\hat {f}}_{1},{\hat {f}}_{2},\ldots ,{\hat {f}}_{n-k}),\qquad n\geq 2,}
con {\displaystyle {\hat {f}}_{k}={\frac {f_{k+1}}{(k+1)f_{1}}}}, {\displaystyle n^{\bar {k}}=n(n+1)\cdots (n+k-1)} il fattoriale crescente, e {\displaystyle g_{1}={\frac {1}{f_{1}}}.}

### Espansione asintotica degli integrali di Laplace
Si consideri l'integrale della forma
{\displaystyle I(\lambda )=\int _{a}^{b}e^{-\lambda f(x)}g(x)\,\mathrm {d} x,}
dove {\displaystyle (a,b)} è un intervallo reale (anche infinito), {\displaystyle \lambda } è un parametro positivo sufficientemente grande, e le funzioni {\displaystyle f} e {\displaystyle g} sono continue. La funzione {\displaystyle f} ha un solo minimo in {\displaystyle [a,b]} che lo assume in {\displaystyle x=a}. Si assuma che per {\displaystyle x\to a^{+}},
{\displaystyle f(x)\sim f(a)+\sum _{k=0}^{\infty }a_{k}(x-a)^{k+\alpha },}
{\displaystyle g(x)\sim \sum _{k=0}^{\infty }b_{k}(x-a)^{k+\beta -1},}
con {\displaystyle \alpha >0}, {\displaystyle \Re (\beta )>0}; e che l'espansione di {\displaystyle f} possa essere derivata termine a termine. Allora, il teorema di Laplace–Erdelyi afferma che l'espansione asintotica dell'integrale {\displaystyle I(\lambda )} è data da
{\displaystyle I(\lambda )\sim e^{-\lambda f(a)}\sum _{n=0}^{\infty }\Gamma {\Big (}{\frac {n+\beta }{\alpha }}{\Big )}{\frac {c_{n}}{\lambda ^{(n+\beta )/\alpha }}}\qquad {\text{per}}\quad \lambda \rightarrow \infty ,}
dove i coefficienti {\displaystyle c_{n}} sono esprimibili in termini di {\displaystyle a_{n}} e {\displaystyle b_{n}} usando i polinomi di Bell ordinari grazie alla formula di Campbell–Froman–Walles–Wojdylo:
{\displaystyle c_{n}={\frac {1}{\alpha a_{0}^{(n+\beta )/\alpha }}}\sum _{k=0}^{n}b_{n-k}\sum _{j=0}^{k}{\binom {-{\frac {n+\beta }{\alpha }}}{j}}{\frac {1}{a_{0}^{j}}}{\hat {B}}_{k,j}(a_{1},a_{2},\ldots ,a_{k-j+1}).}

### Polinomi simmetrici
Il polinomio simmetrico elementare {\displaystyle e_{n}} e il polinomio simmetrico {\displaystyle p_{n}} ottenuto con somma di potenze n-esime sono in relazione tra loro tramite i polinomi di Bell:
{\displaystyle {\begin{aligned}e_{n}&={\frac {1}{n!}}\;B_{n}(p_{1},-1!p_{2},2!p_{3},-3!p_{4},\ldots ,(-1)^{n-1}(n-1)!p_{n})\\&={\frac {(-1)^{n}}{n!}}\;B_{n}(-p_{1},-1!p_{2},-2!p_{3},-3!p_{4},\ldots ,-(n-1)!p_{n}),\end{aligned}}}
{\displaystyle {\begin{aligned}p_{n}&={\frac {(-1)^{n-1}}{(n-1)!}}\sum _{k=1}^{n}(-1)^{k-1}(k-1)!\;B_{n,k}(e_{1},2!e_{2},3!e_{3},\ldots ,(n-k+1)!e_{n-k+1})\\&=(-1)^{n}\;n\;\sum _{k=1}^{n}{\frac {1}{k}}\;{\hat {B}}_{n,k}(-e_{1},\dots ,-e_{n-k+1}).\end{aligned}}}
Questo formule permettono di esprimere i coefficienti dei polinomi monici in termine dei polinomi di Bell calcolati nei loro zeri. Un'applicazione delle proprietà è che, insieme al teorema di Hamilton-Cayley, si ottiene un'espressione del determinante di una matrice quadrata {\displaystyle A} di dimensione {\displaystyle n} in funzione delle tracce delle sue potenze: 
{\displaystyle \det(A)={\frac {(-1)^{n}}{n!}}B_{n}(s_{1},s_{2},\ldots ,s_{n}),~\qquad {\text{dove }}s_{k}=-(k-1)!\operatorname {tr} (A^{k}).}